# Revda (město)
Revda (rusky Ревда́) je město v Sverdlovské oblasti v Ruské federaci. Při sčítání lidu v roce 2010 měla bezmála dvaašedesát tisíc obyvatel.

## Poloha
Revda leží ve Středním Urale, na západní straně rozhraní mezi Evropou a Asií u ústí řeky Revdy do Čusovaji, levého přítoku Kamy. Jen několik kilometrů severně od Revdy leží přibližně dvojnásobně velký Pervouralsk. Jekatěrinburg, správní středisko Sverdlovského kraje, je od Revdy vzdálen přibližně čtyřicet kilometrů východně.

## Dějiny
Dějiny Revdy začínají v roce 1731 s počátkem výstavby železářských hutí. Jako oficiální datum se ale uvádí až rok 1734, kdy byly hutě uvedeny do provozu.
Od 3. května 1935 je Revda městem.

### Rodáci
- Oleg Alexandrovič Veretennikov (* 1971), fotbalista a fotbalový trenér